# 冷却
冷却（れいきゃく）とは物体から熱を奪うことにより温度を下げ、その奪った熱を（最終的には）別の場所へと放出する過程をいう。

## 人工的な冷却
周囲よりも熱いものを冷却する場合、空冷や水冷を用いるのが簡単である。しかし、環境よりも低い温度を得るのは、加熱と比較するとそれほど簡単ではない。たとえば水を加熱して沸騰させることは、先史時代から（つまり文字で記録が行われるようになるより前から）行われてきたと考えられるが、水を冷却して氷を得ることが出来たのは1748年にスコットランドのグラスゴー大学でウィリアム・カレンによって、エチルエーテルを低圧容器に入れることで起こる低温沸騰を利用した実験で、少量の氷を作り出すことに成功したのが、世界で初めてとされている。さらに、カレンは1755年には水の蒸発熱を利用することで氷を作成することに成功している。

## 冷却方法の開発
1810年になると、それまでの低温物理学の発達により、スコットランドのジョン・リズリーが蒸気圧縮機により一旦、冷媒を圧縮して気体を液化・低温化させ、その気化熱を利用して水を氷にする蒸気圧縮型冷蔵庫を試作した。（→蒸気圧縮冷凍機）
1820年、マイケル・ファラデーにより吸収冷却の原理が発明され、その後、アンモニアを利用した吸収型冷蔵庫が試作されている。（→吸収式冷凍機）
1821年にはトーマス・ゼーベックにより、接触させた物体の温度差によって電圧が発生する現象を発見し「ゼーベック効果」と名づけられた。1834年にその逆方向で、電流によって温度勾配を作り出す現象がジャン＝シャルル・ペルティエにより発見され「ペルティエ効果」と名づけられた。ペルティエ効果により、電気によって直接冷蔵庫を作成できる（実用上は、ヒートポンプ方式に比べ効率が悪く、特に電流自身による発熱があることから、市販家電製品としては歴史的にもほとんど無い）。

## 冷却の限界
そもそも「温度」の定義が一筋縄ではないので、単に「冷却の限界」と言っても話は単純ではない。一般的には、分子の運動などといった温度の定義から導き出される、その運動が全く無い時の温度である絶対零度が限界である。通常の冷却手段、例えば液体ヘリウム冷凍機などでは、その媒体で可能な温度までしか下げられない。レーザー冷却などは、単分子の運動を絶対零度の近くまで抑え込む技術である。

## ありがちな誤解に関して
しばしば、熱は「伝導」「対流」「放射」によって伝わる、などとされ、冷却に関してもそれに準じて説明されることも多い。これは空気と重量がある地表において工学的実践的には有用な考え方であるが、純粋に物理的には伝導と放射は熱エネルギーそのものが移動するものであるのに対し、対流は「熱エネルギーが、流体に、伝導によって移動する」という現象と「熱エネルギーを吸った流体が別の場所に流出し、新たに冷たい流体がそれに代わって流入する」という現象の組合せであって、真空かつ無重量である人工衛星などの宇宙機の熱設計などには適用できない。またパーソナルコンピュータの冷却など、身近に多い空冷機器において、「熱を排出する」などといったイメージを持たれることが多いが、正確には「熱を吸った空気を排出し、その代わりとして、比較して冷たい外気を吸入する」という排気と吸気がセットになっての現象である、という理解が必要なのであるが、しばしば吸気と排気の片方を無視した、「吹き付けて冷却」あるいは「排熱」の片方のみが論じられているという、誤解に基づく説明などが見られる。

## 注
1. ↑  蓄冷剤による冷却など、一時的過渡的には外部に放出するプロセスを持たないようなものも含めて考えることも多い。また例えば、摂氏0度の氷の融解熱を利用して何かを冷却し、その氷が全て摂氏0度の水になった、というような例では、冷却された元の熱は全て物質の相転移に利用されたということになるが、そのような場合もある。
2. ↑  方式にもよるがミリケルビンといったような所まで